# Ripensia Timișoara (feminin)
FC Ripensia 2000 Timișoara, cunoscut sub numele de Ripensia Timișoara, sau pe scurt Ripensia, a fost un club de fotbal feminin din Timișoara, România, numită după clubul masculin omonim din perioada interbelică care a jucat în Liga I de top din România între 2006 și 2009.

## Istorie
Ripensia a fost înființată în 2006 și a participat la Cupa României feminin doar în primul sezon, deoarece prima ligă feminină începuse deja. Primul său meci oficial a fost o victorie cu 13–1 împotriva Reșiței.
În toamna lui 2006 a intrat în Liga I, unde a jucat un total de 3 sezoane. În ultimul sezon a fost vicecampioana Ligii I și a câștigat cupa națională, învingând în finală CSS Târgoviște cu 4–0.
Totuși, finala cupei a fost ultimul său meci oficial, deoarece două luni mai târziu echipa a fost desființată din lipsă de sponsori.
În 2011, mai multe foști jucătoare din echipă s-au alăturat nou-creatului CFR Timișoara.

## Palmares

### Ligi
- SuperLiga Feminină
  - Vicecampioane (1): 2008–09

### Cupe
- Cupa României la fotbal feminin
  - Câștigătoare (1): 2008–09

## Pe sezoane
Champioane
      Vicecampioane
      Locul 3
      Promovare
      Retrogradare
| Sezon | Sezon   | Divizia | Esalon | Loc | Cupa | WCL |
| ----- | ------- | ------- | ------ | --- | ---- | --- |
| 1     | 2005–06 | –       | –      | –   | QF   | –   |
| 2     | 2006–07 | Liga I  | 1      | 8th | SF   | –   |
| 3     | 2007–08 | Liga I  | 1      | 4th | 1R   | –   |
| 4     | 2008–09 | Liga I  | 1      | 2nd | W    | –   |